# James Collinson

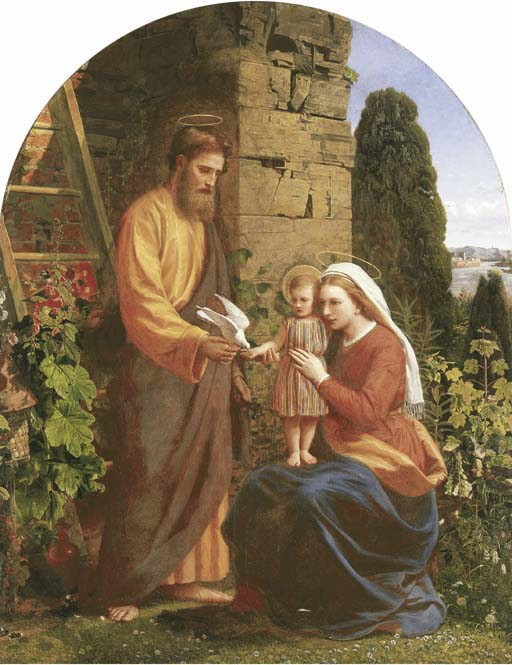
The Holy Family, 1878

James Collinson (Mansfield, Nottinghamshire, 9 mei 1825 - Londen, 24 januari 1881) was een Engels kunstschilder. Hij behoorde korte tijd tot de beweging van de Prerafaëlieten en wordt niet tot de bekendste hiervan gerekend.

## Leven en werk
Collinsons vader was drukker en boekverkoper in Mansfield. Het gezin verhuisde in 1845 naar Londen, waar de jonge kunstenaar ging studeren aan de Royal Academy of Arts. Hier ontmoette hij onder anderen Dante Gabriel Rossetti en William Holman Hunt. Met het schilderij The Charity Boy's Debut dat hij daar in 1847 tentoonstelde en dat goede kritieken ontving, vestigde hij de aandacht van Rossetti op zich. De schilders raakten bevriend en toen in het jaar daarop de Pre-Raphaelite Brotherhood ontstond werd Collinson gevraagd zich daarbij aan te sluiten.
James Collinson was fervent katholiek, maar hij ging over tot de Anglicaanse Kerk toen hij zich verloofde met Christina Rossetti. Hij kreeg echter spijt van zijn beslissing en keerde terug naar de Katholieke Kerk. De verloving werd daarna verbroken. In 1850 trok hij zich terug uit de beweging omdat "hij niet uit de voeten kon met de verspreiding van de artistieke opvattingen van niet-geloofsgenoten".
Een van de beweegredenen voor zijn vertrek kwam voort uit de opschudding die ontstond rond het schilderij Christ in the House of his Parents van John Everett Millais. Critici en het publiek spraken van blasfemie, vanwege de volgens de traditie ongebruikelijke alledaagse voorstelling van een gebeurtenis in het gezin van de heilige familie. De diep religieuze Collinson vreesde dat met dit soort voorstellingen het geloof in diskrediet werd gebracht. In de periode waarin hij deel uitmaakte van de groep publiceerde hij wel een religieus gedicht en een ets in The Germ, het in 1850 slechts viermaal verschenen tijdschrift van de Prerafaëlieten.
Collinson ging hierna studeren aan een Jezuïetencollege om priester te kunnen worden, maar gaf dit na enige tijd op en hervatte zijn werk als schilder. In 1858 trouwde hij met Eliza Wheeler, een schoonzus van de schilder John Rogers Herbert, die wel wordt beschouwd als een voorloper van de Prerafaëlieten. Daarna vervaardigde hij naast religieuze ook enige luchthartige seculiere werken, waaronder de schilderijen To Let en For Sale.
Van 1861 tot 1870 was hij secretaris van de Royal Society of British Artists, een instituut dat in 1823 werd ingesteld als alternatief voor de Royal Academy. Hierna bracht hij zijn tijd gedeeltelijk door in Bretagne. Hier voltooide hij zijn schilderij The Holy Family (1878). In 1880 keerde hij terug naar Londen, waar hij in 1881 aan een longontsteking overleed.